# Jack Kerouac
Jack Kerouac, właśc. Jean-Louis Lebris de Kérouac (ur. 12 marca 1922 w Lowell, zm. 21 października 1969 w St. Petersburg) – amerykański powieściopisarz kanadyjskiego pochodzenia, poeta i artysta, jeden z najwybitniejszych członków beat generation.
Tematyka książek Kerouaca, w większości autobiograficznych, obraca się wokół jego własnych podróży po świecie i przygód z nimi związanych, a także wokół przemyśleń i refleksji dotyczących życia.

## Życiorys

### Wczesna młodość
Jean-Louis Lebris de Kerouac urodził się w Lowell, Massachusetts, we francusko-amerykańskiej rodzinie. Jego rodzice, Leo-Alcide de Kerouac i Gabrielle-Ange Lévesque mieszkali w Prowincji Quebec w Kanadzie. Jak wielu innych mieszkańców tego regionu, rodziny Lévesque i Kerouac wyemigrowały do Nowej Anglii w poszukiwaniu pracy. Jack nie mówił po angielsku aż do szóstego roku życia, w domu posługiwano się językiem francuskim. Jego starszy brat, Gérard, zmarł, kiedy Jack był bardzo mały – pod wpływem tego wydarzenia napisze później książkę Wizje Gerarda.
Jego wybitne uzdolnienia sportowe sprawiły, że stał się gwiazdą lokalnego klubu piłkarskiego, co pomogło mu zdobyć stypendium Columbia University w Nowym Jorku. To właśnie tam Kerouac poznał ludzi, z którymi miał później podróżować dookoła świata. Byli to członkowie tzw. beat generation: Neal Cassady, William S. Burroughs i Allen Ginsberg. Kiedy Kerouac złamał nogę i pokłócił się z trenerem, cofnięto mu stypendium. Ostatecznie nie uzyskał wyższego wykształcenia. W roku 1943 wstąpił zatem do marynarki wojennej, skąd wkrótce go zwolniono z powodów psychiatrycznych . W 1944 roku wziął ślub i wkrótce rozwiódł się z Edie Parker. W 1946 poznał Neala Cassady'ego, który stał się później wzorcem postaci Deana Moriarty'ego . W tym samym roku zmarł ojciec Kerouaca i pisarz zamieszkał z matką .

### Lata późniejsze
Pomiędzy podróżami morskimi Kerouac mieszkał w Nowym Jorku wraz z przyjaciółmi z Columbia University. Zaczął pisać swoją pierwszą powieść zatytułowaną Miasteczko i Miasto, którą wydano w roku 1950 i dzięki której zdobył poważanie jako autor. W 1950 roku ożenił się z Joan Haverty, z którą jednak rozwiódł się po roku, krótko po narodzinach ich córki . W tym okresie imał się różnych zajęć, podróżował po Stanach Zjednoczonych i odwiedzał przyjaciół . 
Kerouac nadal pisał, mimo że żadna jego powieść nie ukazywała się drukiem aż do roku 1957, kiedy to wydawnictwo Viking Press wydało jego najsłynniejszą książkę, W drodze. Ta najbardziej autobiograficzna z jego powieści opowiada o podróży po Stanach Zjednoczonych i Meksyku z Nealem Cassadym (w książce jako Dean Moriarty). Powieść często określa się jako sztandarowe dzieło powojennej, jazzowo-poetycznej, narkotycznej epoki Beat Generation. Kerouac napisał ją podczas sesji „spontanicznej prozy” (strumień świadomości), co pozwoliło mu stworzyć swój własny i niepowtarzalny styl. W pewnych kręgach czczono go jako głównego i kultowego pisarza Ameryki, a ponadto uważano go za rzeczywistego rzecznika Beat Generation. Jego przyjaźń z Allenem Ginsbergiem, Williamem Burroughsem i George’em Whitmanem definiowała pokolenie.
Kerouac jest autorem scenariusza do „beatowego” filmu krótkometrażowego Pull My Daisy (1958).
W 1954 Kerouac odkrył Biblię Buddyjską autorstwa Dwighta Goddarda, która zapoczątkowała jego studia nad buddyzmem i pragnienie oświecenia. Niektóre doświadczenia z tego okresu znalazły swoje odbicie w książce Włóczędzy Dharmy, wydanej w roku 1958. Kerouac nawiązał bliskie stosunki z Alanem Wattsem (Arthur Wayne w powieści Kerouaca Big Sur oraz Alex Aums w Desolation Angels). Spotkał również słynnego japońskiego znawcę i propagatora zen, D.T. Suzukiego. Kerouac napisał Wake Up, biografię Siddharty Gautamy Buddy.

### Życie osobiste
Trzykrotnie żonaty, był jednak osobą biseksualną. Utrzymywał stosunki intymne z Allenem Ginsbergiem, a także z Gore Vidalem.

### Śmierć
Jack Kerouac zmarł 21 października 1969 roku w Szpitalu Św. Antoniego w St. Petersburg na Florydzie, w wieku 47 lat. Przed śmiercią powiedział, że jest katolikiem i przez swoją wiarę nie może popełnić samobójstwa, ale planuje zapić się na śmierć. Dotrzymał słowa, przyczyną zgonu było krwawienie z przewodu pokarmowego, spowodowane alkoholizmem. Pracował nad kolejną książką, gdy nagle źle się poczuł. Po chwili zaczął wymiotować krwią. Lekarze przetaczali pisarzowi krew i podejmowali próby interwencji chirurgicznej, które jednak nie przyniosły poprawy. W chwili śmierci Kerouac mieszkał ze swoją trzecią żoną, Stellą. Pochowano go w rodzinnym mieście Lowell.

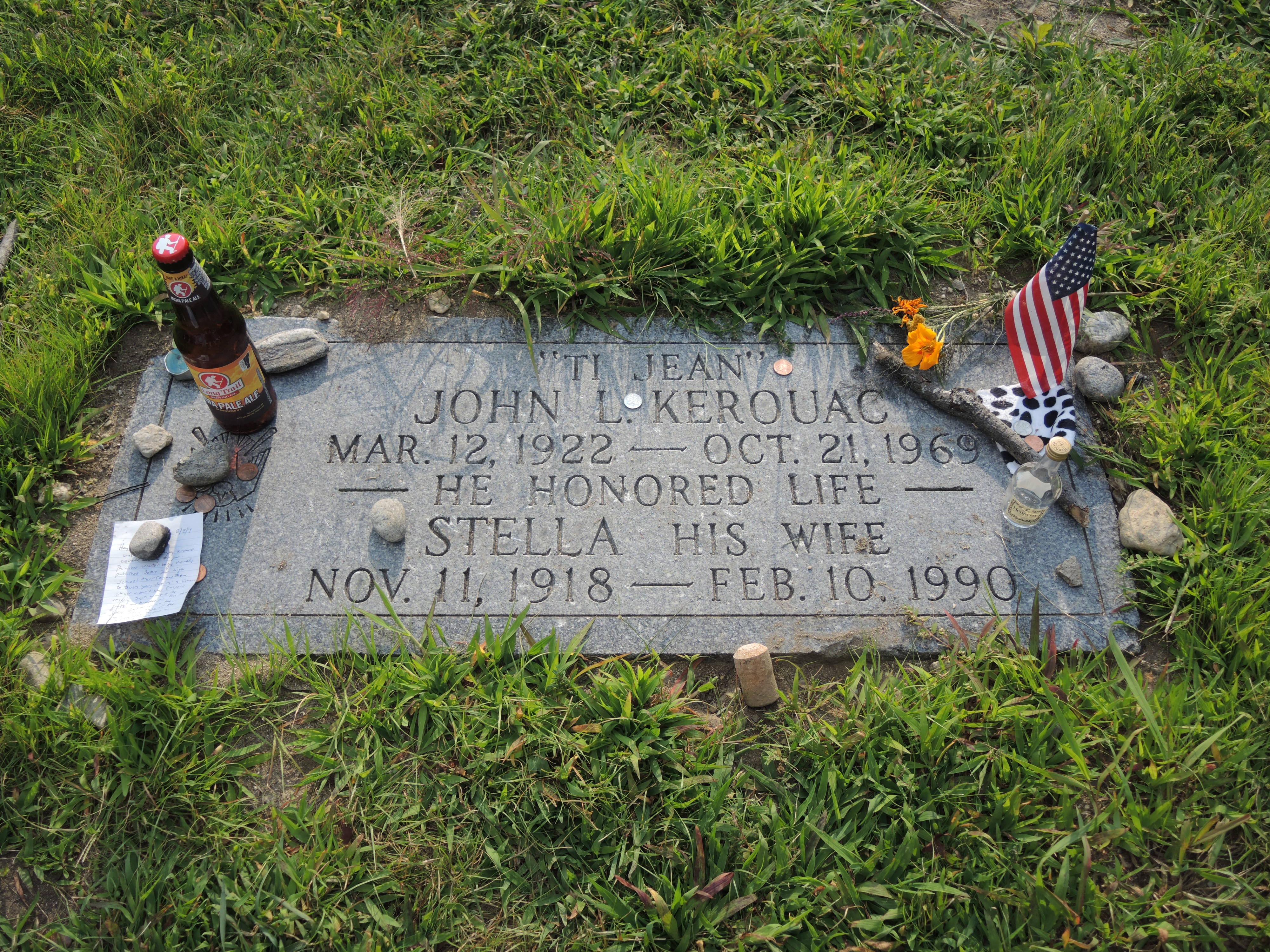
Grób Jacka Kerouaca

## Twórczość

### Proza
- 1950 The Town and the City – (pisana 1946–1949)
- 1957 On the Road – wyd. pol. W drodze, Państwowy Instytut Wydawniczy, 1993
- 1958 The Subterraneans – wyd. pol. Podziemni, Rebis, 1995 – (pisana 1953)
- 1958 The Dharma Bums – wyd. pol. Włóczędzy Dharmy, Wydawnictwo W.A.B., 2006
- 1959 Doctor Sax – (pisana 1952)
- 1959 Maggie Cassidy – wyd. pol. Maggie Cassidy, Wydawnictwo W.A.B., 2012
- 1960 Tristessa – (pisana 1955–1956)
- 1960 Lonesome Traveler – zbór opowiadań
- 1960 Book of Dreams – (pisana 1952–1960)
- 1962 Big Sur – wyd. pol. Big Sur, Wydawnictwo W.A.B., 2011
- 1963 Visions of Gerard – wyd. pol. Wizje Gerarda, Rebis, 1996
- 1965 Desolation Angels
- 1965 Satori in Paris
- 1968 Vanity of Duluoz
- 1972 Visions of Cody – (pisana 1951–1952)

### Proza wydana pośmiertnie
- 1971 Pic – wyd. pol. Pic, Bellona, 2005 – wydana w Polsce razem z powieścią Podziemni (pisana 1951-1969)
- 2010 The Sea is My Brother – wyd. pol. Mój brat ocean, Świat Książki, 2013 – (pisana 1942)
- 2002 Orpheus Emerged – (pisana 1944–1945)
- 2008 And the Hippos Were Boiled in Their Tanks – wyd. pol. A hipopotamy żywcem się ugotowały, Czarne, 2014 – powieść napisana razem z Williamem S. Burroughsem – (pisana 1945)
- 2014 The Haunted Life and Other Writings – (pisana 1944)

### Poezja
- 1955 Mexico City Blues
- 1956 The Scripture of the Golden Eternity
- 1945-1968 Scattered Poems
- 1952-1957 Book of Sketches
- 1956 Old Angel Midnight
- 1959 Trip Trap: Haiku on the Road from SF to NY (razem Albert Saijo i Lew Welch)
- 1957-1962 Heaven and Other Poems
- 1954 San Francisco Blues
- 1960 Pomes All Sizes
- 1954-1961 Book of Blues
- 2003 Book of Haikus
- 2012 Collected Poems
- 2016 Old Angel Midnight

### Inne prace
- 1936-1943 Atop an Underwood: Early Stories and Other Writings
- 1955 Good Blonde & Others
- 1955 Wake Up: A Life of the Buddha – wyd. pol. Zbudź się: Żywot Buddy, Wydawnictwo W.A.B., 2014
- 1953-1956 Some of the Dharma
- 1957 Beat Generation – sztuka teatralna

### Korespondencja, eseje, wywiady
- 1983 Dear Carolyn: Letters to Carolyn Cassady
- Jack Kerouac: Selected Letters, 1940-1956
- Jack Kerouac: Selected Letters, 1957-1969
- Windblown World: The Journals of Jack Kerouac (1947–1954)
- Safe In Heaven Dead – fragmenty wywiadu
- Conversations with Jack Kerouac – wywiad
- Empty Phantoms – wywiad
- Departed Angels: The Lost Paintings
- 2000 Door Wide Open (zawiera listy Jacka Kerouaca)
- 2010 Jack Kerouac and Allen Ginsberg: The Letters – wyd. pol. Listy, Czarne, 2012 – korespondencja z Allen Ginsberg, tłumaczenie: Krzysztof Majer

### Antologie
- wyd. pol. Wizjonerzy i buntownicy: Wiersze współczesnych poetów amerykańskich, Wydawnictwo Literackie, 1976
- 1994 Playboy Stories – wyd. pol. Playboy: Opowiadania, Rebis, 1995 – zawiera opowiadanie „Dobra blondynka”

### Filmy
- 1959 Pull My Daisy – wyreżyserowany przez Roberta Franka i Alfreda Leslie

## Odniesienia w kulturze
Kerouac jest jednym z głównych – obok Allena Ginsberga i Williama S. Burroughsa – bohaterów filmu Na śmierć i życie (ang. Kill Your Darlings) (2013).